# Мерфі Браун

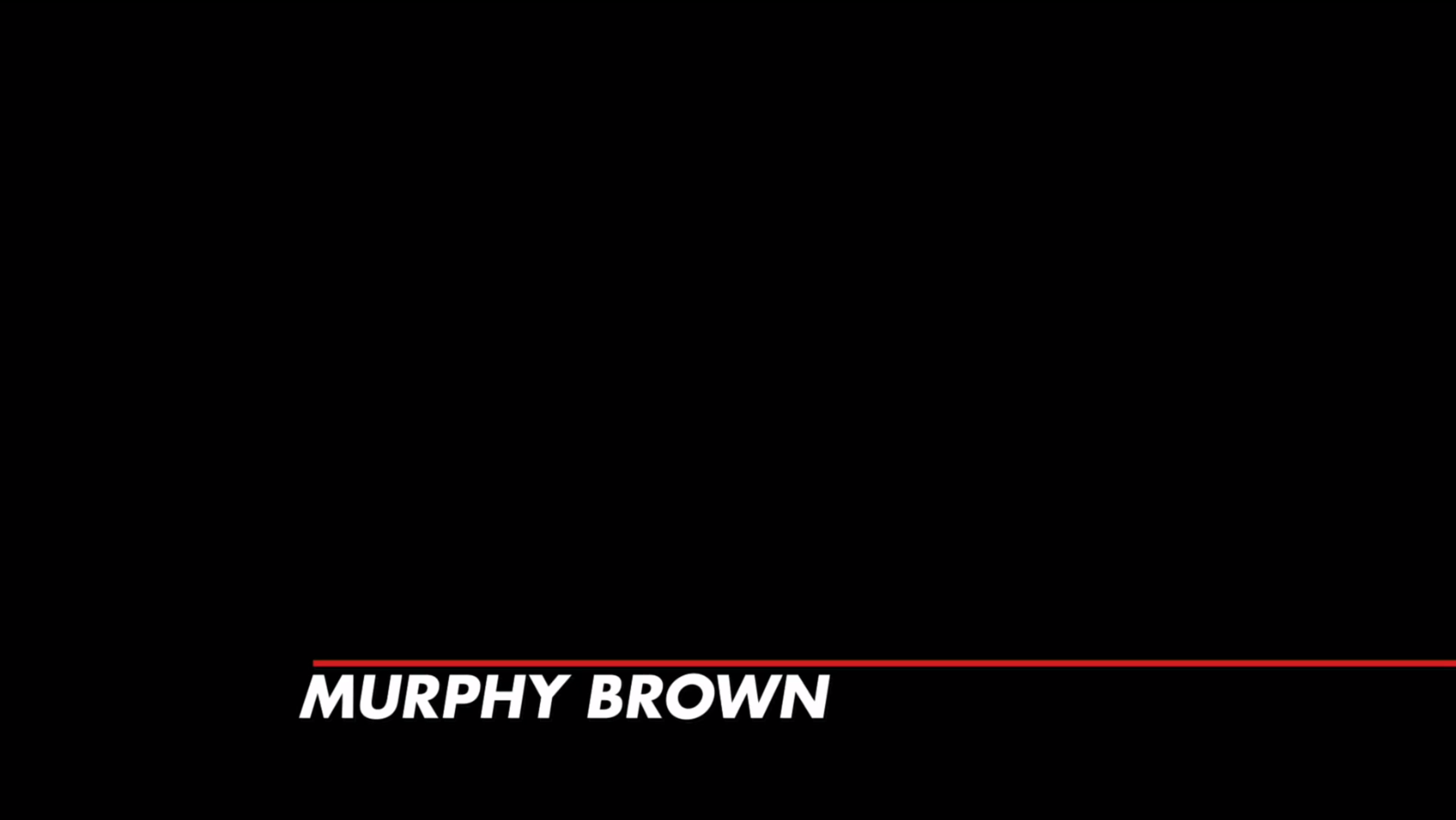

«Мерфі Браун» (англ. Murphy Brown) — американський ситком, створений Даян Інгліш. Прем'єра телесеріалу відбулася на телеканалі CBS 14 листопада 1988 року. У центрі сюжету перебуває відома журналістка та ведуча новин Мерфі Браун, роль якої виконує Кендіс Берген.
Концепція серіалу отримала безліч сприятливих відгуків від критиків, які порівнювали його із «Шоу Мері Тайлер Мур». Берген здобула п'ять премій «Еммі» у категорії «Найкраща акторка комедійного серіалу», досягнувши рекорду Мері Тайлер Мур за кількістю перемог. Крім того, серіал двічі удостоювався «Еммі» в категорії «Найкращий комедійний серіал» (1990, 1992). Загалом серіал нагороджений 17-ма преміями «Еммі», трьома преміями «Золотий глобус», удостоївся ще понад сто різних нагород та номінацій.
У січні 2018 року було оголошено, що CBS замовив новий сезон серіалу. Прем'єра відродженого серіалу відбулася 27 вересня 2018. 10 травня 2019 року, після всього сезону в ефірі, CBS закрив серіал.

## Акторський склад

### Основний
- Кендіс Берген (Candice Bergen) — Мерфі Браун, журналістка-розслідувачка
- Фейт Форд (Faith Ford) — Коркі Шервуд, репортерка, колишня Міс Америка
- Пет Корлі (Pat Corley) — Філ, власник бару (головна роль — 1—8 сезон, гостьова — 10-й)
- Чарльз Кімбро (Charles Kimbrough) — Джим Дайл, ведучий новин (головна роль — 1—10 сезони)
- Роберт Пастореллі (Robert Pastorelli) — Елдін Бернекі, ексцентричний маляр-ремонтник (головна роль — 1—7 сезони)
- Джо Регальбуто (Joe Regalbuto) — Френк Фонтана, репортер-розслідувач, приятель Мерфі
- Грант Шоуд (Grant Shaud) — Майлз Сільверберг, молоий виконавчий продюсер (головна роль — 1—8 та 11-й сезони)
- Лілі Томлін (Lily Tomlin) — Кей Картер-Шеплі, спритна телепродюсерка (головна роль — 9—10 сезони)
- Діллан Крістофер (Dyllan Christopher; 7—8 сезони), Джексон Баклі (Jackson Buckley; 9 сезон), Гейлі Джоел Осмент (Haley Joel Osment; 10 сезон) і Джейк Макдорман (Jake McDorman; 11 сезон) — Ейвері Браун, син Мерфі (у різному віці)
- Нік Додані (Nik Dodani) — Пет Патель, менеджер соціальних мереж (11 сезон)
- Адан Роча (Adan Rocha) — Мігель Гонсалес, студент, працівник бару (11 сезон)
- Тайн Дейлі (Tyne Daly) — Філліс, сестра Філа (11 сезон)
- Роуз Марі (Rose Marie) — Роуз Фонтана (два епізоди)